# Trachodopalpus
Trachodopalpus là một chi bướm đêm thuộc họ Erebidae.